# Panaxia rhodosensis
Panaxia rhodosensis är en fjärilsart som beskrevs av Daniel 1953. Panaxia rhodosensis ingår i släktet Panaxia och familjen björnspinnare. Inga underarter finns listade i Catalogue of Life.